# 西脇礼門
西脇 礼門（にしわき れいもん、1966年8月9日 - ）は、埼玉県出身の俳優。優企画所属。かつては演劇集団 円に所属していた。

## 人物
身長176cm。体重82kg。
趣味・特技は陸上競技、野球、ラグビー。
妻は声優の岡村明美。

## 出演

### 映画
- いつか どこかで（1992年）
- スーパーの女（1996年） - クラブのボーイ 役
- 洗濯機は俺にまかせろ（1999年）
- お受験 OJUKEN（1999年） - 健美食品組合員 役

### テレビドラマ
- 大河ドラマ
  - 秀吉（1996年）
  - 毛利元就（1997年）
  - 葵 徳川三代（2000年） - 伝令 役
  - 北条時宗（2001年） - 商人 役
  - 新選組! 第42話「龍馬暗殺」（2004年） - 佐々木の配下 役
    - 新選組!スペシャル 第3部「愛しき友よ」（2005年） - 佐々木の配下 役

  - 義経 第15話「兄と弟」（2005年） - 平六時定 役
- 名探偵保健室のオバさん 第10話「学園最後の怪事件! 消えた生徒と幽霊殺人の謎!?」（1997年）
- 土曜ワイド劇場
  - タクシードライバーの推理日誌 第8作「愛と死の殺人迷路 東京－新潟 350kmを死体が走った?!」（1998年）
  - ショカツの女 新宿西署 刑事課強行犯係（2007年 - 2013年） - 水沢たかし 役
- なにさまっ! 第9話「ついに告白か」（1998年）
- ウルトラマンガイア 第49話「天使降臨」（1999年） - KCBアナウンサー 役
- サイコメトラーEIJI2 第1話「殺人鬼ジャスティス（前編）」（1999年）
- マッチポイント! 第8話「先輩はメダリスト」（2000年）
- 2001年のおとこ運 第1話「絶対幸せになる!!」（2001年）
- HERO 第11話「最後の事件」（2001年）
- ある日、嵐のように（2001年）
- ハート 第2話（2001年）
- さわやか3組 第6話「ひみつのガリ勉」（2002年）
- 女将になります! 第14話（2003年）
- 金曜エンタテイメント 大がかりな嘘 夫がセクハラ!? 文子が知った真実とは?（2003年）
- 月曜ミステリー劇場 警察庁特別広域捜査官 宮之原警部シリーズ 丹後浦島伝説殺人事件（2003年）
- 菊亭八百善の人びと 第1話「かつおにカラシ?」・第2話「ハリハリ漬けの味」（2004年）
- 天花 第111話（2004年） - 河野圭一 役
- スイッチを押すとき 第1話（2006年） - 斉藤秀明 役
- 受験の神様 第4話「真夏の夜の大冒険! 星に誓う友情と初恋」（2007年）
- 沈まぬ太陽（2016年）

### 舞台
- 血の婚礼
- ワグナーとビューロー
- ロールプレイ'99
- アフタースクール
- 愛の勝利
- 12人の怒れる男（2012年）

### CM
- 明治乳業 おいしい牛乳
- エスビー食品 とろけるカレー
- 住友生命保険
- SMBC日興証券
- ミツカン
- サティ
- ジャスコ
- 岡村製作所
- 日本マクドナルド
- アリコジャパン
- ソニー・コンピュータエンタテインメント プレイステーション

### ラジオドラマ
- 査察蔵長
- 人生ベストテン
- 新宿百太郎の伝説（2004年）
- 試合前のエース
- エンジェル
- アフリカの絵本
- イーシャの舟
- クロアチア物語
- 借りてきた瞳
- プラハの春
- 垂直の記憶

### VP
- 警視庁

### イベント
- 東芝
- 富士通
- ビジネスショー